# 勒芒
勒芒（法語：Le Mans，法語發音：[lə mɑ̃]），法国西北部城市，卢瓦尔河地区大区萨尔特省的一个市镇，也是该省的省会和人口最多的市镇，下辖勒芒区。勒芒位于萨尔特省中部，其市镇面积为52.81平方公里，2022年1月1日时人口数量为145182人，在法国城市中排名第22位。
勒芒历史悠久，历史上为金雀花王朝的发祥地，现为法国西北部重要的中心城市之一，位于巴黎前往布列塔尼地区的必经之路上，同时也是一个重要的科教城市，因勒芒24小时耐力赛而闻名。

## 地名来源
“勒芒”一名来源于其古拉丁语名称，后逐渐衍变为“Le Mans”。

## 历史

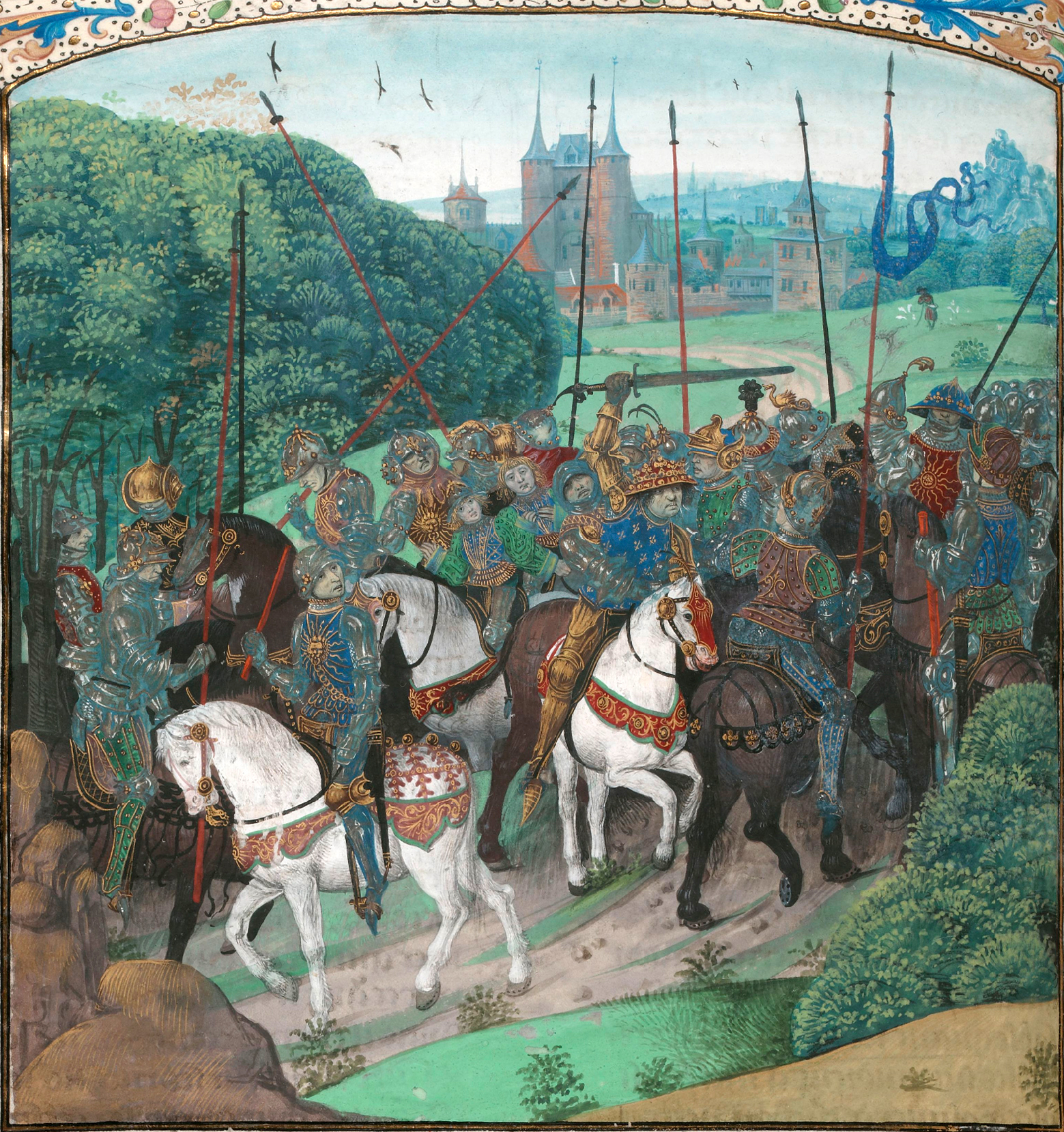
查理六世收复被英格兰占领的勒芒

勒芒历史悠久，早在4000年前，萨尔特河边就出现了人类活动。在公元前一世纪左右，高卢部落——奥莱克-塞诺曼人在此活动，定都于温杜努姆。罗马人入侵后，将温杜努姆更名为“塞诺曼之城”（Civitas Cenomanum），并在此兴建了引水渠、斗兽场、法院等设施。墨洛温王朝期间，勒芒成为一个主教座堂。中世纪早期，布列塔尼人、维京人和诺曼人先后入侵此地，其中诺曼国王纪尧姆在入侵勒芒后修建了大型防御工事——勒芒城堡。公元8世纪，曼恩家族获得伯爵爵位，成为当地的主要封建统治者。公元1129年，曼恩伯爵若弗鲁瓦五世继承获得图赖讷和安茹的爵位，同时通过与玛蒂尔达皇后联姻，获得了英格兰王位，由此开创了金雀花王朝及安茹帝国。公元1420年，《特鲁瓦条约》将勒芒划至英格兰，后于1448年由查理六世收复，重返法兰西王室。公元18世纪后，勒芒城市逐渐扩张至萨尔特河左岸，并出现了大型农业集市，成为一个工商业中心。1793年，法兰西共和国军队在勒芒与保皇派展开了激烈的战斗，史称“1793年勒芒战役”。1841年，时任勒芒市长的阿里斯特·雅克·特鲁韦-肖韦尔通过游说获得了巴黎－布雷斯特铁路的建设权，勒芒由此发展成为法国西北部重要的铁路枢纽，城市人口迅速扩张。1923年，勒芒24小时耐力赛创建，成为世界重要的汽车竞技项目之一。

## 地理

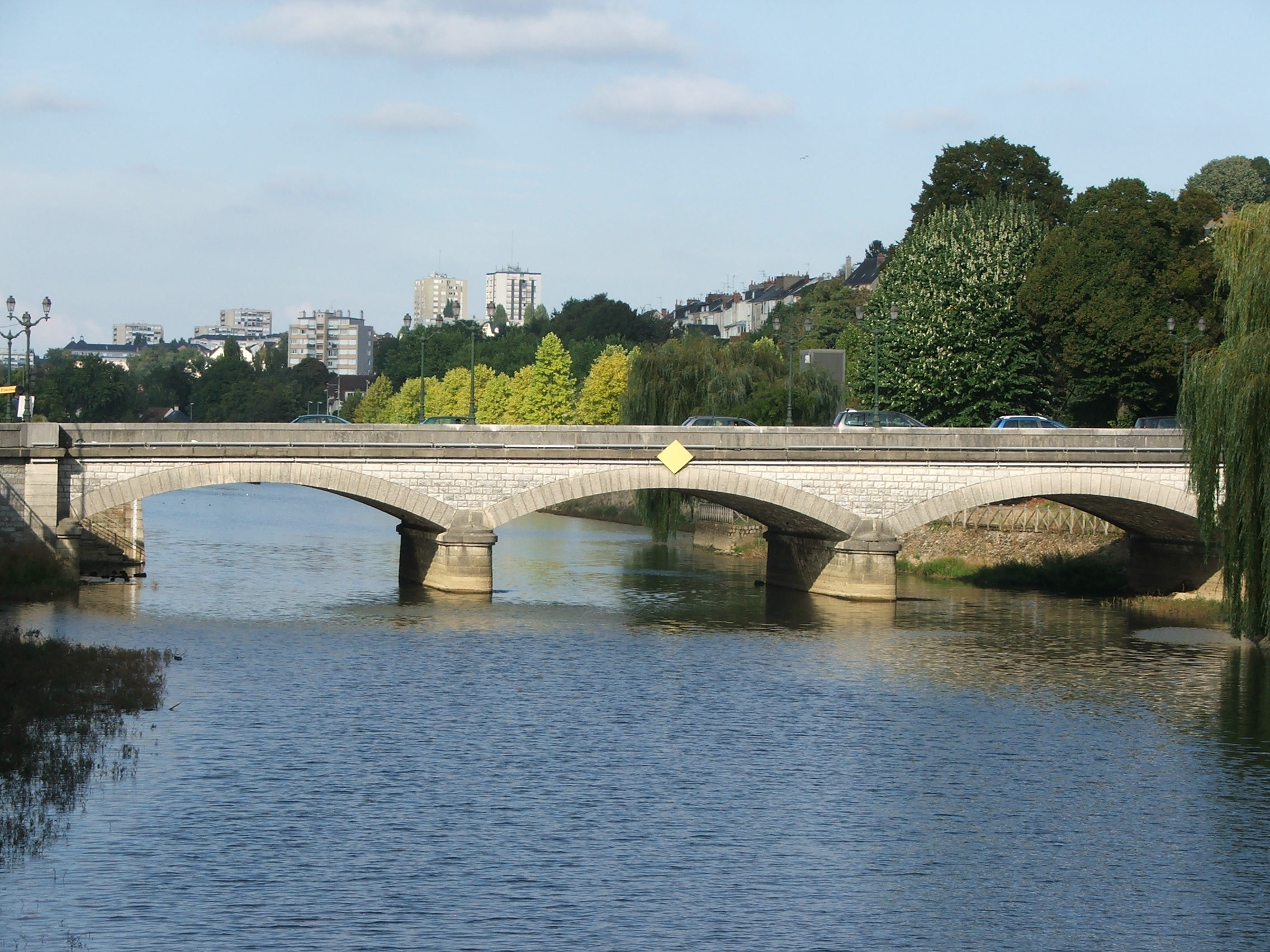
流经勒芒市区的萨尔特河

勒芒位于法国西北部，卢瓦尔河地区大区东北部和萨尔特省中部，距离大区首府南特大约184公里，距离法国首都巴黎大约208公里。与勒芒接壤的市镇包括：圣帕瓦斯、萨尔热莱勒芒、特朗热、伊夫雷莱韦克、阿洛讷、阿纳日、尚热、拉沙佩勒圣欧班、库莱讷、米尔萨讷、鲁永、吕欧丹。

### 地形
勒芒位于巴黎盆地西部边缘地区，地势平坦，全境海拔在38到134米之间。

### 水文
勒芒属于法国五大河流之一的卢瓦尔河水系，其二级支流萨尔特河流经境内，并与于訥河在此交汇。

### 气候
勒芒在柯本气候分类法中属于属于温带海洋性气候，年温差较小，降水分布均匀。
境内设有气象站，以下为该气象站的数据：
| 勒芒1981年－2019年  | 勒芒1981年－2019年 | 勒芒1981年－2019年 | 勒芒1981年－2019年 | 勒芒1981年－2019年 | 勒芒1981年－2019年 | 勒芒1981年－2019年 | 勒芒1981年－2019年 | 勒芒1981年－2019年 | 勒芒1981年－2019年 | 勒芒1981年－2019年 | 勒芒1981年－2019年 | 勒芒1981年－2019年 | 勒芒1981年－2019年 |
| 月份                | 1月                | 2月                | 3月                | 4月                | 5月                | 6月                | 7月                | 8月                | 9月                | 10月               | 11月               | 12月               | 全年               |
| ------------------- | ------------------ | ------------------ | ------------------ | ------------------ | ------------------ | ------------------ | ------------------ | ------------------ | ------------------ | ------------------ | ------------------ | ------------------ | ------------------ |
| 历史最高温 °C（°F） | 17.2 (63.0)        | 21.8 (71.2)        | 24.9 (76.8)        | 30.3 (86.5)        | 32.5 (90.5)        | 39.7 (103.5)       | 41.1 (106.0)       | 40.5 (104.9)       | 34.6 (94.3)        | 30 (86)            | 22.2 (72.0)        | 18.3 (64.9)        | 41.1 (106.0)       |
| 平均高温 °C（°F）   | 7.9 (46.2)         | 9.1 (48.4)         | 12.7 (54.9)        | 15.7 (60.3)        | 19.5 (67.1)        | 23.1 (73.6)        | 25.5 (77.9)        | 25.4 (77.7)        | 21.9 (71.4)        | 17.0 (62.6)        | 11.4 (52.5)        | 8.2 (46.8)         | 16.5 (61.6)        |
| 日均气温 °C（°F）   | 5.0 (41.0)         | 5.5 (41.9)         | 8.2 (46.8)         | 10.7 (51.3)        | 14.5 (58.1)        | 17.8 (64.0)        | 19.8 (67.6)        | 19.6 (67.3)        | 16.4 (61.5)        | 12.8 (55.0)        | 8.0 (46.4)         | 5.4 (41.7)         | 12.0 (53.6)        |
| 平均低温 °C（°F）   | 2.1 (35.8)         | 1.8 (35.2)         | 3.7 (38.7)         | 5.6 (42.1)         | 9.4 (48.9)         | 12.4 (54.3)        | 14.2 (57.6)        | 13.8 (56.8)        | 11 (52)            | 8.6 (47.5)         | 4.7 (40.5)         | 2.5 (36.5)         | 7.5 (45.5)         |
| 历史最低温 °C（°F） | −18.2 (−0.8)       | −17 (1)            | −11.3 (11.7)       | −4.9 (23.2)        | −3.7 (25.3)        | 1.6 (34.9)         | 3.9 (39.0)         | 3.2 (37.8)         | −0.5 (31.1)        | −5.4 (22.3)        | −12 (10)           | −21 (−6)           | −21 (−6)           |
| 平均降水量 mm（）   | 67.2 (2.65)        | 50.9 (2.00)        | 54.3 (2.14)        | 53.9 (2.12)        | 63 (2.5)           | 46.9 (1.85)        | 56.8 (2.24)        | 42.7 (1.68)        | 52.9 (2.08)        | 66 (2.6)           | 62.7 (2.47)        | 70.2 (2.76)        | 687.5 (27.09)      |
| 月均日照時數        | 66.2               | 89.7               | 134.3              | 170.9              | 199.7              | 224.1              | 227.4              | 224.9              | 181                | 118.8              | 70.9               | 63.9               | 1,771.8            |
| 来源：climat-data   |                    |                    |                    |                    |                    |                    |                    |                    |                    |                    |                    |                    |                    |

## 行政区划
勒芒是法国卢瓦尔河地区大区萨尔特省的一个市镇，编号为72181，它也是萨尔特省的省会。勒芒下辖勒芒区，管理勒芒第一县、第二县、第三县、第四县、第五县、第六县和第七县，同时也是勒芒都会城市区和勒芒地区的办公驻地。
勒芒市镇被划为9个街区，并实行街区自治制度。
法国国家统计与经济研究所（简称）在进行数据统计时，将勒芒及相邻的另外17个市镇设为勒芒城市核心区，并将包括核心区在内的周边共123个市镇划为勒芒城市区。
同时，还将勒芒市镇分为了71个“块区”（IRIS），以便于统计人口分布情况。

## 交通

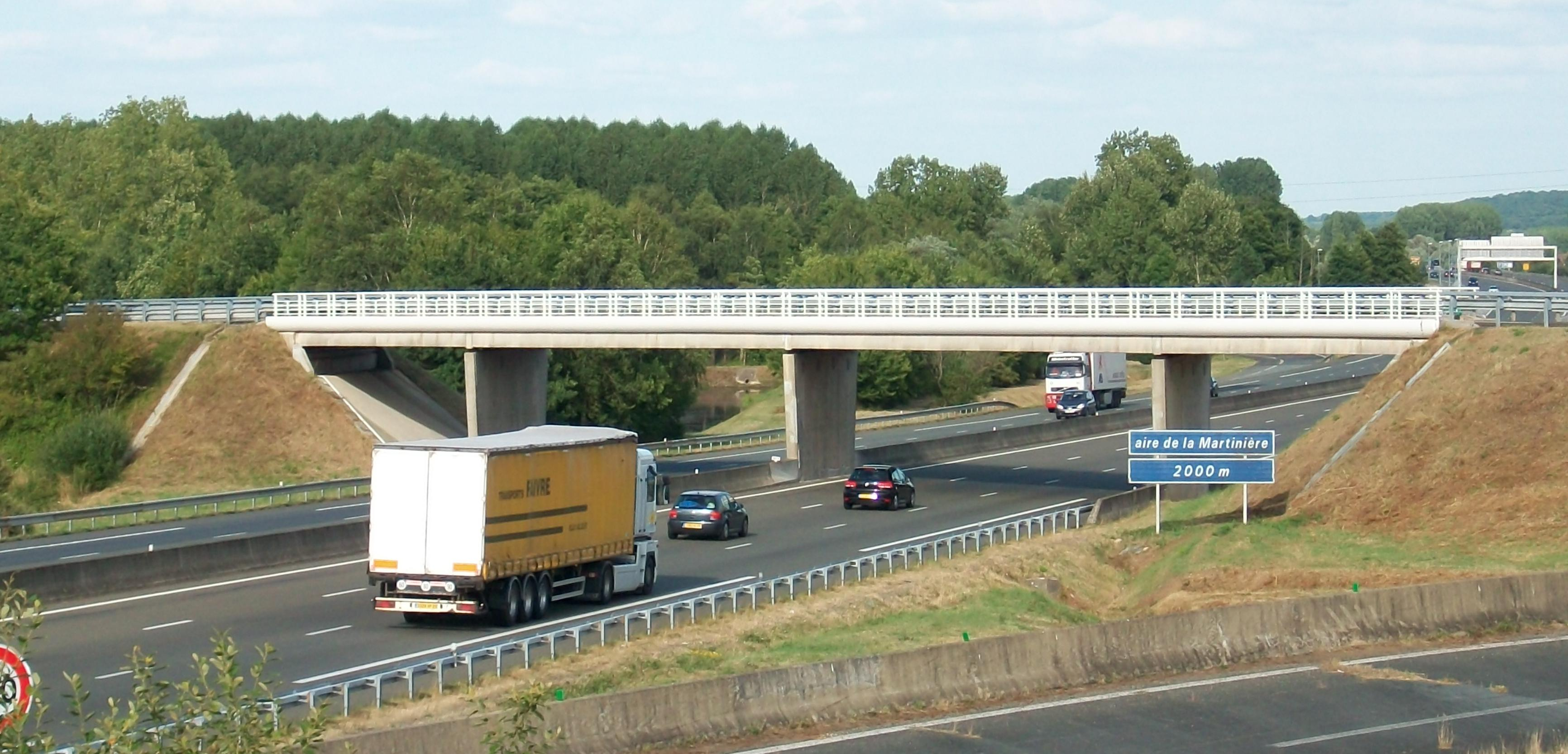
A11高速公路勒芒段

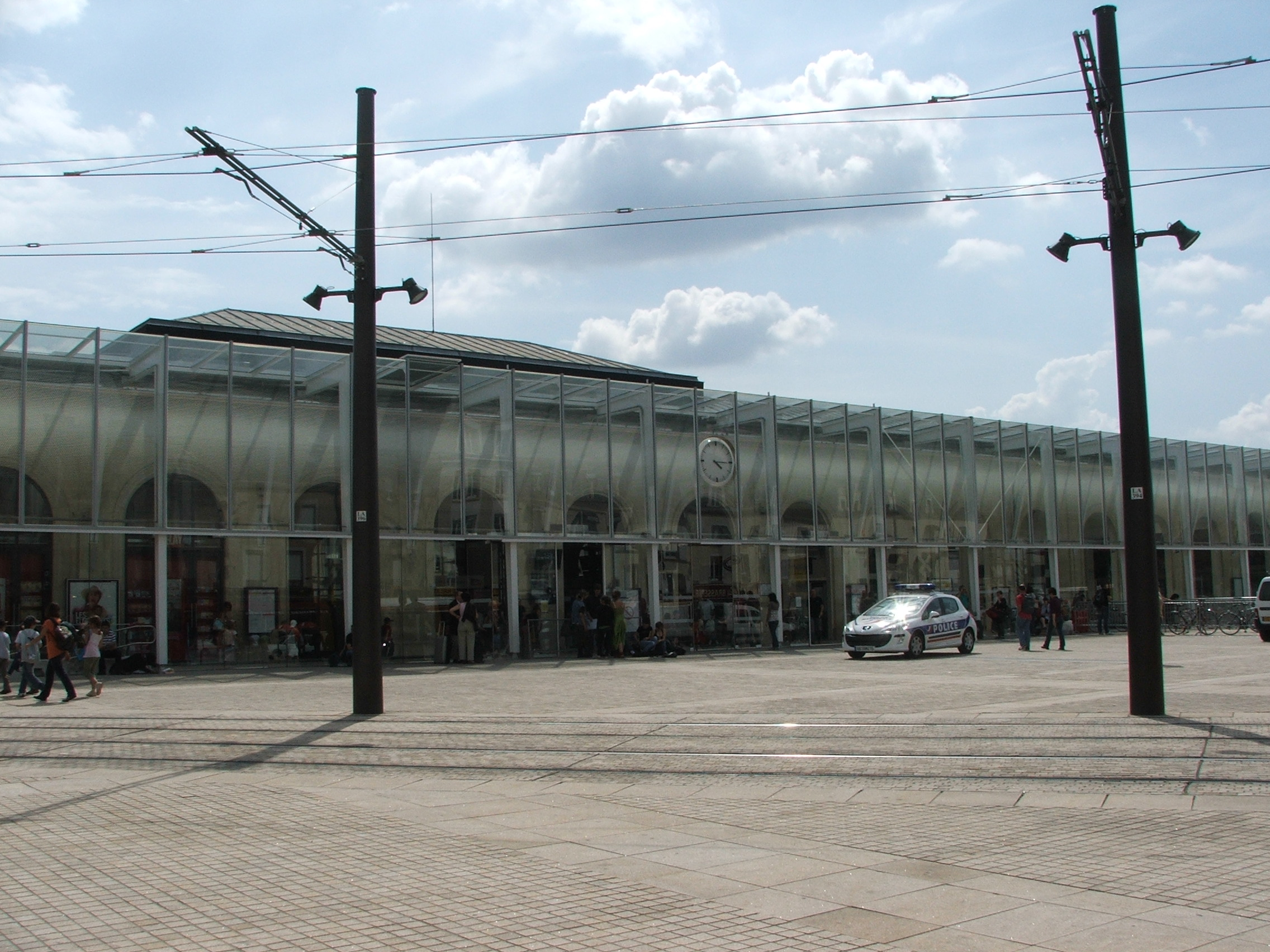
勒芒火车站正门

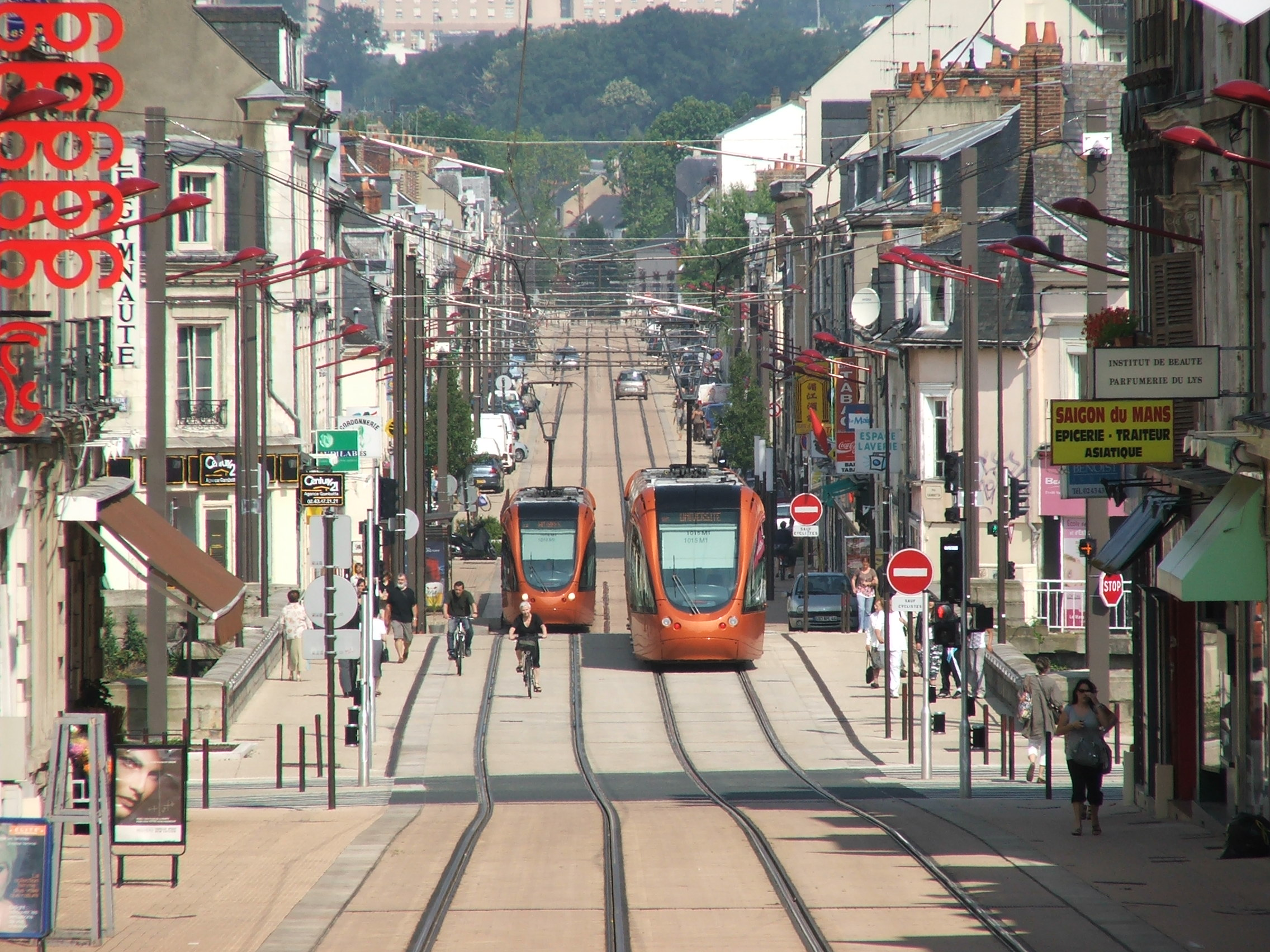
勒芒有轨电车

### 公路
勒芒是法国西北部的一个公路枢纽，A11、A28、A81和多条萨尔特省省道在勒芒境内交汇。
卢瓦尔河地区大区公共交通（商业名称为）提供前往索米尔的长途客运线路；萨尔特省城际客运提供前往省内主要市镇的常规线路，同时有校车线路可前往周边部分市镇。此外一些跨国客运公司也提供途径勒芒的长途客运线路，可前往南特、雷恩、巴黎及法国东部及欧洲的一些城市。
2015年，65.2%的勒芒家庭拥有至少一辆的私人汽车。2016年，勒芒境内共发生各类交通事故29起，造成2人遇难，33人受伤。

### 铁路
勒芒是法国西北部重要的铁路枢纽，法国铁路干线巴黎－布雷斯特铁路在此与勒芒－梅济东铁路、勒芒－昂热铁路和图尔－勒芒铁路交汇。1989年法国高速铁路大西洋线勒芒支线建成通车，勒芒成为法国继巴黎和里昂之后，第三座开通高铁线路的城市；而2017年开通的高铁布列塔尼-卢瓦尔河地区线则使得勒芒前往雷恩的最佳旅行时间缩短至35分钟。
勒芒站位于勒芒市区，老城区以南，呈东西走向，正门开口朝北。该站每天停靠由巴黎出发前往布列塔尼以及卢瓦尔河地区各主要城市以及由南特或雷恩出发，前往里尔、里昂、马赛、斯特拉斯堡、蒙彼利埃等地的高铁列车，同时开行前往卡昂、图尔、昂热、拉瓦勒、阿朗松及沙特尔等地的区域列车。2018年，勒芒站累计发送旅客491.7万人次，是法国铁路系统当中的a级车站。

### 航空
勒芒-阿尔纳日机场位于勒芒市区以南大约7公里，供当地的航空俱乐部使用。此外距离勒芒较近的民用航空站还有图尔、昂热、雷恩等。勒芒站开行直达巴黎戴高乐机场的高速列车。

### 城市公共交通
勒芒城市公共交通（商业名称为，亦为勒芒交通管理局的法语简称）由勒芒都会城市区负责管理，截至2020年3月，该线路网共包含2条有轨电车线路，1条大容量公交线路、3条主干公交线路、26条常规公交线路和29条校车线路，同时提供定制公交服务。
勒芒有轨电车建成于2007年11月17日，路网由两条线路组成，总长达21.3公里。

## 政治

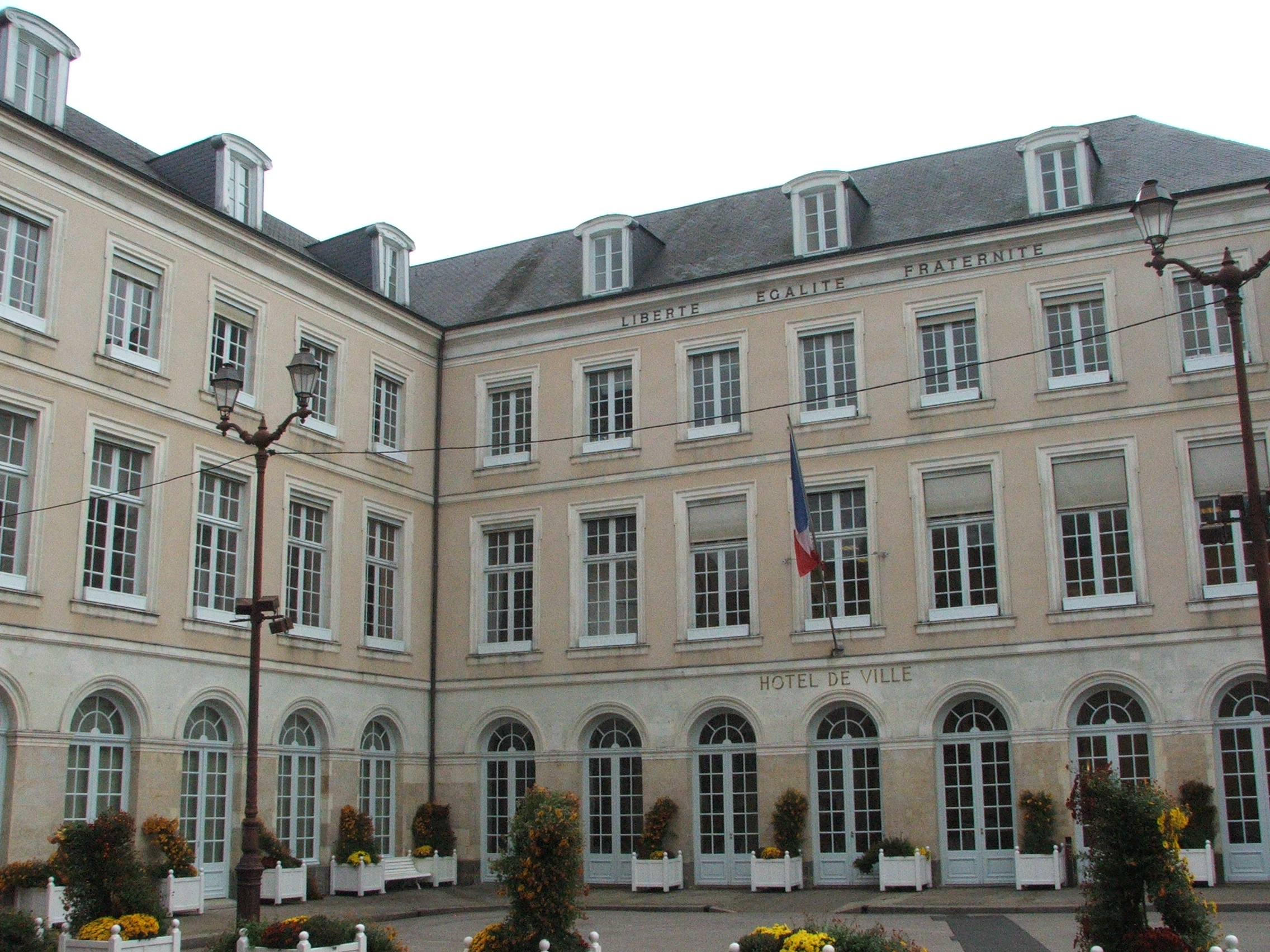
勒芒市政厅大楼

勒芒的现任市长为斯特凡纳·勒福尔先生，自2018年担任，在2020年的市政选举中获得了63.14%的支持率。
在2017年的法国总统大选中，法国第25任总统埃马纽埃尔·马克龙在勒芒获得了76.47%的支持率。
| 勒芒历届市长   |                  |                                  |
| 任期           | 市长             | 党派                             |
| 1945年－1947年 | 罗贝尔·科莱      | 不详                             |
| 1947年－1965年 | 让-伊夫·沙帕兰   | RPF法国人民联盟 →UNR新共和国联盟 |
| 1965年－1977年 | 雅克·莫里        | CD法国民主中心                   |
| 1977年－2001年 | 罗贝尔·雅里      | PCF法国共产党 →MGP左翼进步者运动 |
| 2001年－2018年 | 让-克洛德·布拉尔 | PS社会党                         |
| 2018年－       | 斯特凡纳·勒福尔  | PS社会党                         |

## 人口
2017年，勒芒市镇人口数量为142,946，在法国排名第22位。其中男性66,880人，女性76,111人，75岁及以上人口占9.7%，外籍人口数量为9,563人，人口密度为2,707人/平方公里，当地居民被称为（男性）或（女性）。2018年，勒芒境内出生1,705人，死亡人口1,425人。
| 年份   | 1936   | 1946    | 1954    | 1962    | 1968    | 1975    | 1982    | 1990    | 1999    | 2006    | 2011    | 2016    | 2017    |
| ------ | ------ | ------- | ------- | ------- | ------- | ------- | ------- | ------- | ------- | ------- | ------- | ------- | ------- |
| 人口數 | 84,525 | 100,455 | 111,891 | 132,181 | 143,246 | 152,285 | 147,697 | 145,502 | 146,105 | 144,016 | 143,240 | 142,991 | 142,946 |

## 经济
勒芒是法国西北部重要的工商业城市和交通枢纽，勒芒-萨尔特省工商会的总部所在地，医药、交通、机械和食品是当地主要的经济部门，勒芒保险总部设立于此，勒芒也是法国重要的大学城之一。

## 财政收入
2018年，勒芒的财政收入总额为168,255,000欧元，财政支出总额为160,071,000欧元，当年的债务总额为70,664,900欧元。
2014年，勒芒的人均收入总额为2,492欧元，其中高职人员为4,242欧元，普通职员为1,841欧元。
2016年，勒芒境内的青壮年（15至64岁）失业率为19,1%，当地42.5%的家庭拥有纳税资格。

## 社会事务

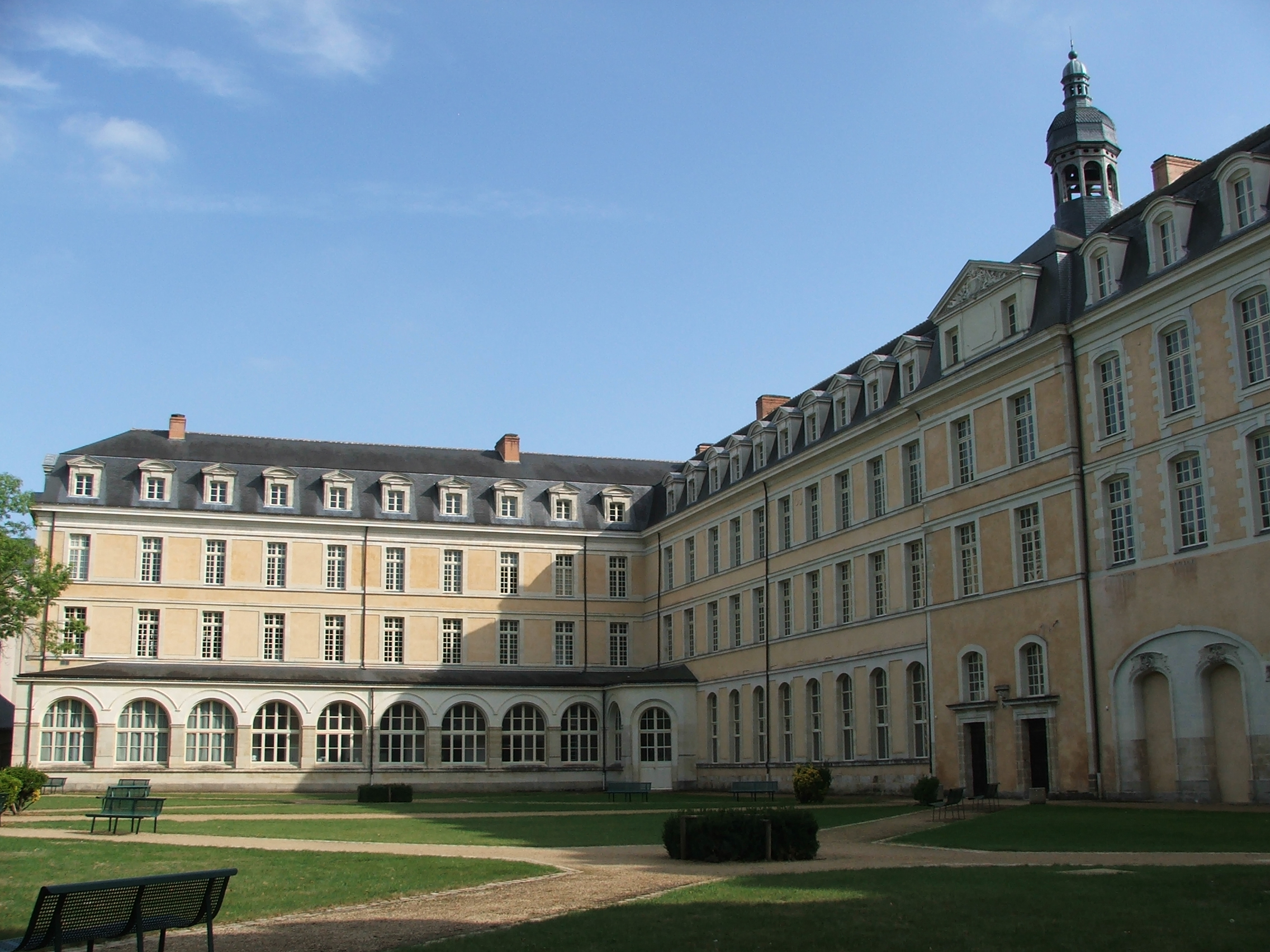
勒芒美景高级中学

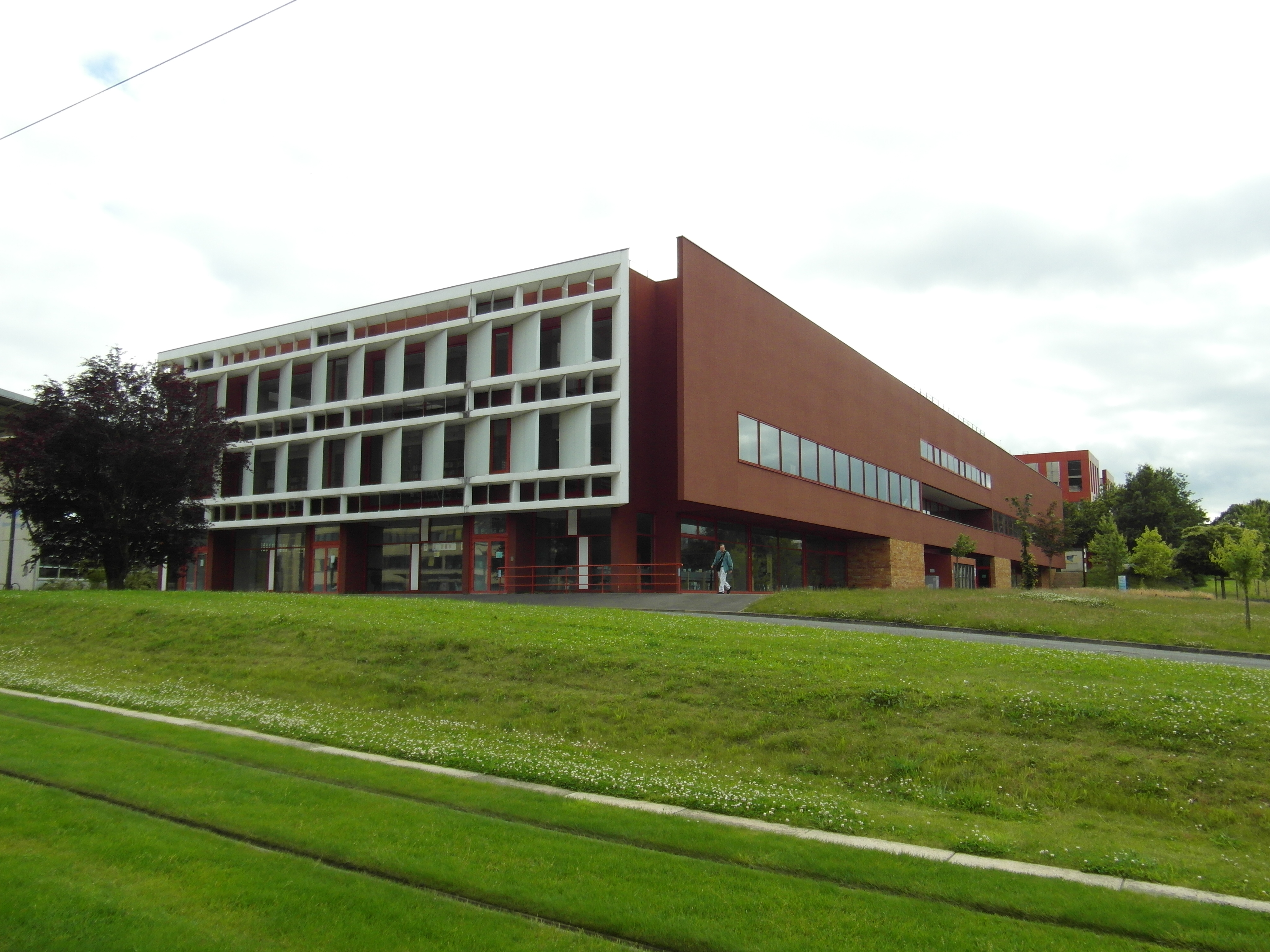
勒芒大学中心图书馆

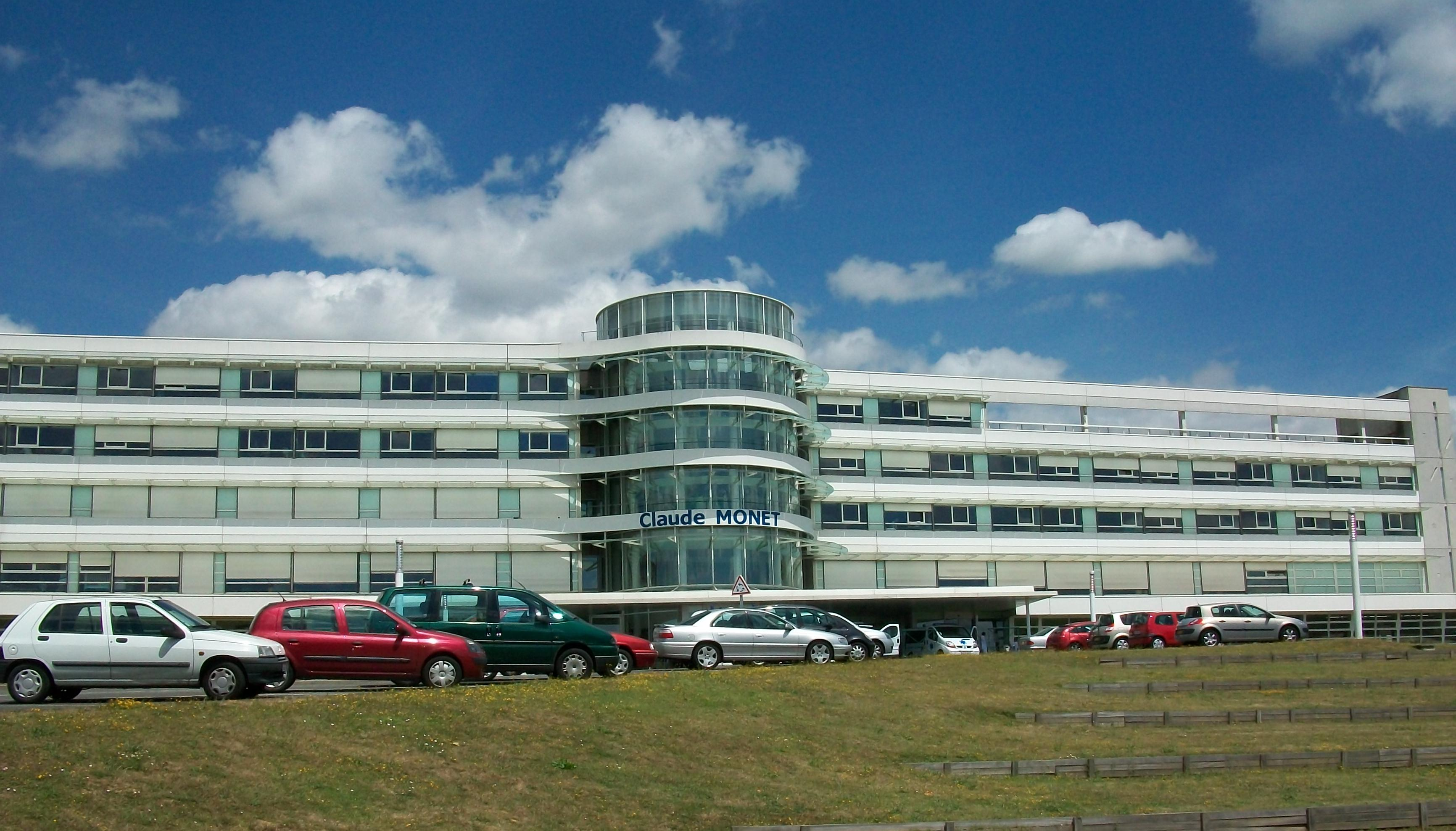
勒芒中心医院

### 教育
勒芒属于南特学区。截止2017年1月1日，勒芒境内共有36所幼儿园、52所小学、24所初级中学、9所普通高中和7所职业高中。其中部分高中开设大学校预备班。2018至2019学年度，勒芒境内共有学生18321名。
勒芒也是法国的一个重要大学城。勒芒大学是法国的一所综合性公立大学，成立于1944年，为布列塔尼-卢瓦尔大学联盟成员，下设数十个学院及研究所。昂热大学下属的药学院也在勒芒设有一个分校区。此外还有国立勒芒高等工程师学院、勒芒高等材料学院、欧洲音乐材料科技学院、勒芒高等事务工程学院等高等院校。

### 医疗
截止2017年1月1日，勒芒境内共有全科医生132名、保健师125名、牙医85名、护士105名、耳科医生11名、眼科医生18名、皮肤科医生10名、助产士20名、儿科医生12名和妇科医生33名。境内共有药房53家，养老院21家，残疾人帮扶中心10家。
勒芒中心医院（Centre Hospitalier du Mans）位于勒芒市区，是当地规模最大的公立综合性医院。普雷医院则是当地重要的私立医院。

### 住房
2015年，勒芒境内共有各类住房81,376套，其中87.7%为常住房屋。主要的集中式居民区位于市区东部的“萨布隆-纽通街区”（Sablon-Newton）。

### 商业
2017年，勒芒境内共有各类商铺7,676家，其中餐饮服务类2,691家。市区

### 体育
2017年，勒芒境内共有6家游泳池、31间健身房、12座综合体育场、53处网球场、1处马术场、23处足球或橄榄球场以及23处篮球或排球场。
勒芒24小时耐力赛创建于1923年，是世界重要的汽车竞技项目之一。
勒芒足球俱乐部成立于1985年，2019－2020赛季参加法国足球乙级联赛，其主场MMArena体育场由勒芒保险公司冠名修建，可容纳观众数量超过2.5万人。

### 环境
勒芒的环境事务由其所属的公共社区负责。2017年，勒芒境内共有8污染企业。

### 治安
2014年，勒芒及附近地区共发生各类案件10,603起，其中盗窃类案件5,957起，经济类案件1,303起，毒品交易类案件687起。

## 文化

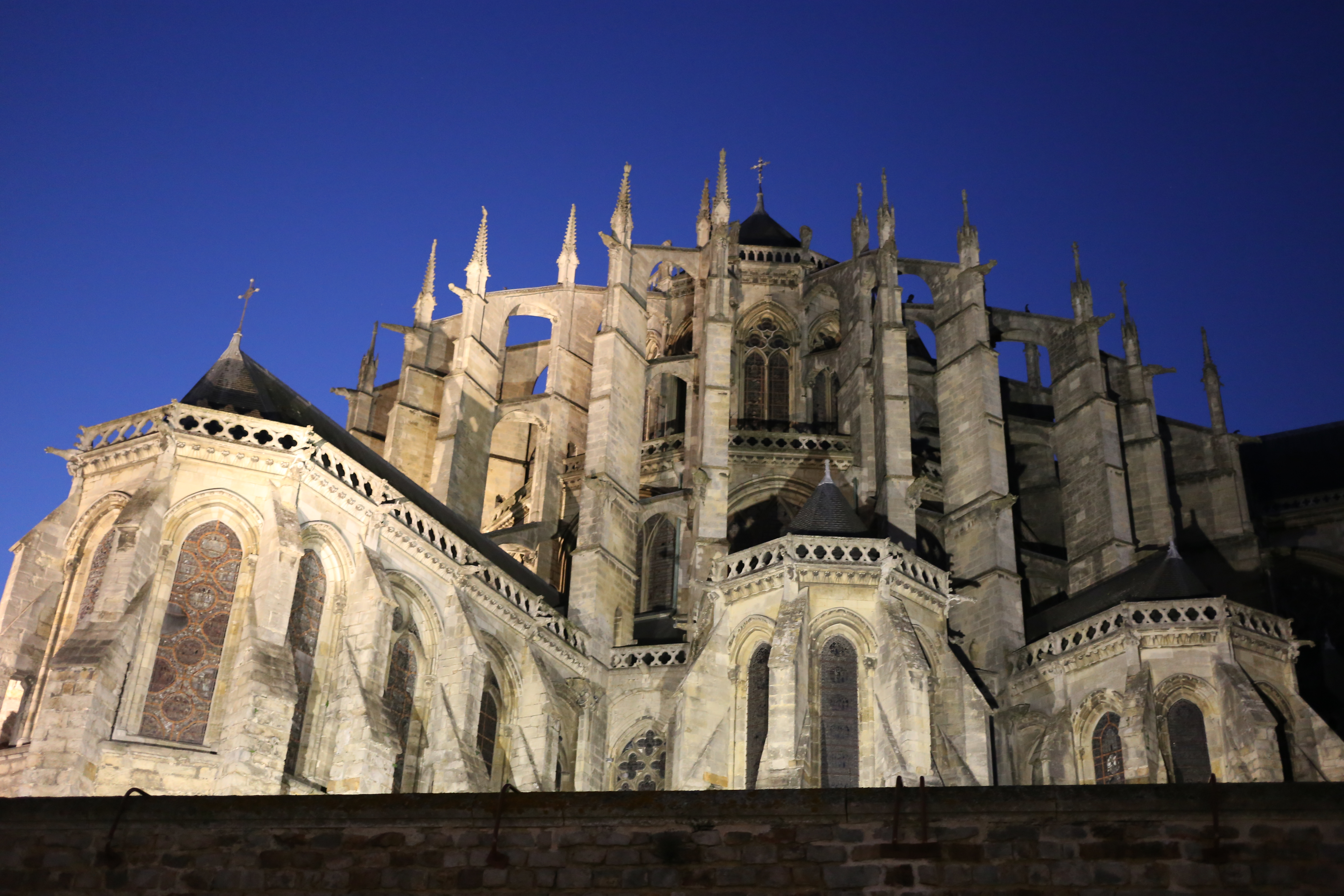
勒芒圣儒略主教座堂

2017年，勒芒境内共有3个剧场、5个电影院、3个博物馆和1个音乐厅。勒芒24小时耐力赛博物馆是法国重要的汽车工业博物馆之一。

### 旅游
勒芒的主要旅游景点以古建筑为主，位于勒芒市中心的金雀花城址和圣儒略主教座堂是当地的代表性建筑物；同时一年一度的勒芒24小时耐力赛吸引了大批来自世界各地的汽车爱好者。
在接待设施方面，2018年，勒芒境内共有25个宾馆共计1,514间房间。

### 媒体
法国主要的媒体均可在勒芒接收，法国电视三台下属的卢瓦尔河地区大区频道在部分时段播出勒芒所属区域的地方新闻。

### 电影
美国电影《勒芒》以勒芒24小时耐力赛作为背景。

## 友好城市
截至2020年2月，勒芒共与7座城市互为友好城市关系：

| - 中国 咸阳市 - 希腊 沃洛斯 - 英国 博尔顿 - 德国 帕德博恩 | - 俄羅斯 顿河畔罗斯托夫 - 日本 鈴鹿市 - 西撒哈拉 奥扎 |